# Colihaut River
Colihaut River är ett vattendrag i Dominica.   Det ligger i parishen Saint Peter, i den västra delen av landet, 23 km nordväst om huvudstaden Roseau.